# Красотел степной
Красотел степной (лат. Calosoma denticolle) — вид жуков из подсемейства Carabinae семейства жужелиц. Распространён в России, Финляндии, Молдавии, Румынии, на Украине, в Болгарии, Армении, Туркменистане, Узбекистане и Китае.

## Описание
Длина тела имаго 19—26 мм. Представители вида характеризуются следующими морфологическими признаками:
- задние углы переднеспинки острые, зубцевидные;
- надкрылья длиннее и более параллельно сторонние, чем у Calosoma investigator;
- ямки в рядах мельче и более густо прилегающие друг к другу, и стерниты в более редких щетинках, чем у C. investigator;
- лапки у самцов не расширены.

Жуков можно наблюдать летом и в начале осени.

## Синонимы
В синонимику вида входят следующие названия:
- Calosoma granulosum Motschulsky, 1844
- Calosoma lugubre Motschulsky, 1844
- Calosoma rugulosum Motschulsky, 1850
- Callistrata granulosum Motschulsky, 1865
- Charmosta (Callistrata) denticolle androgyna Lapouge, 1930
- Charmosta (Callistrata) denticolle mongolica Lapouge, 1930
- Charmosta (Callistrata) denticolle granulosa Lapouge, 1932
- Calosoma (Charmosta) denticolle Breuning, 1927
- Campalita denticolle Jeannel, 1940
- Caminara denticolle Basilewski, 1972
- Calosoma (Charmosta) denticolle suensoni Mandl, 1981